# なはひかり型灯台見回り船
なはひかり型灯台見回り船（英語: Nahahikari-class lighthouse service craft）は、海上保安庁の灯台見回り船の船級。公称船型は20メートル型。
2008年4月1日付けで巡視艇に区分変更され、以後ははやぎく型巡視艇（Hayagiku-class large craft）として就役している。

## 概要
燈台部では、日帰り行動を原則とする小型の灯台見回り船として、昭和53年度から平成元年度にかけてやまゆり型巡視艇を元に改設計したはつひかり型（17メートル型）18隻を整備していた（その後平成13年度計画で2隻が追加建造）。その後しばらく小型灯台見回り船（LS）の建造は無かったが、平成10年度の第1次補正計画で、昭和50年代に整備された船の代船としてひめひかり型2隻が盛り込まれた。この建造は急遽決まったことから、すずかぜ型巡視艇に小型灯台見回り船としての艤装を施したのみのものとなった。続く平成11年度計画での建造分は、小型灯台見回り船としての専用設計に移行することとなった。これによって建造されたのが本型である。
上記の経緯より、本型ははつひかり型の建造中断以来10年ぶりの専用設計船として開発された。はつひかり型と比して、灯浮標への接舷時の動揺を抑えるとともに作業甲板を拡大するため、全幅を増している。またはつひかり型では最大速力は15ノットに留められていたのに対し、現地への往復時間の短縮や、警備・救難業務への対応も想定して、最大速力25ノットと大幅な高速化が図られた。
その後、灯台の無人化や整備の民間委託化、燈台部から交通部への改組、巡視艇増強の必要性を受けて、2008年4月1日付けで警備救難部に移管されて巡視艇に区分変更された。区分変更に伴い、停船命令等表示装置（電光掲示板）や夜間監視装置が搭載されたほか、一部の艇では可搬式の放水銃も搭載された。

## 同型艇
※巡視艇の船名は、随時、改名されることがある。
| 灯台見回り船 → 巡視艇 | 灯台見回り船 → 巡視艇 | 灯台見回り船 → 巡視艇 | 灯台見回り船 → 巡視艇 | 灯台見回り船 → 巡視艇 | 灯台見回り船 → 巡視艇                 | 灯台見回り船 → 巡視艇 |
| 計画年度              | #                     | 船名                  | 建造所                | 竣工                  | 配備先                                | 区分変更              |
| --------------------- | --------------------- | --------------------- | --------------------- | --------------------- | ------------------------------------- | --------------------- |
| 平成11年度            | LS-233 → CL-07        | なはひかり → はやぎく | 墨田川                | 2000年3月13日         | 那覇（第十一管区） → 門司（第七管区） | 2008年4月1日          |
| 平成12年度            | LS-234 → CL-08        | みちひかり → よどぎく | 木曾                  | 2001年3月22日         | 尾道（第六管区） → 大阪（第五管区）   | 2008年4月1日          |
| 平成13年度            | LS-235 → CL-09        | にじひかり → とびうめ | 石原                  | 2002年3月26日         | 佐世保（第七管区） → 福岡（第七管区） | 2008年4月1日          |